# Comuna Drăsliceni, Criuleni
Comuna Drăsliceni este o comună din raionul Criuleni, Republica Moldova. Este formată din satele Drăsliceni (sat-reședință), Logănești și Ratuș.
Comuna are o suprafață totală de 30,64 kilometri pătrați, fiind cuprinsă într-un perimetru de 30,55 km. Suprafața totală a localităților din cadrul comunei alcătuiește aproximativ 1,98 kilometri pătrați.
Pe teritoriul comunei Drăsliceni activează formația folclorică de dans „Cucoara”, ansamblul folcloric de bărbați „Șoimanii”, grupul vocal de femei „Floarea dorului”.

## Demografie
Conform datelor recensământului din 2014, comuna are o populație de 3.221 de locuitori. La recensământul din 2004 erau 3.029 de locuitori.
Conform datelor recensămîntului din anul 2004, populația la nivelul comunei Drăsliceni constituie 3.029 de oameni, dintre care 47,84% - bărbați și 52,16% - femei. Compoziția etnică a populația comunei este următoarea: 98,68% - moldoveni, 0,40% - ucraineni, 0,76% - ruși, 0,03% - găgăuzi, 0,03% - bulgari, 0,03% - polonezi, 0,07% - alte etnii.
În comuna Drăsliceni au fost înregistrate 944 de gospodării casnice în anul 2004, iar mărimea medie a unei gospodării era de 3,2 persoane.

## Administrație și politică
Componența Consiliului local Drăsliceni (13 consilieri), ales la 5 noiembrie 2023, este următoarea:
|  | Partid                                       | Consilieri | Componență | Componență | Componență | Componență | Componență | Componență | Componență | Componență | Componență | Componență | Componență |
|  | -------------------------------------------- | ---------- | ---------- | ---------- | ---------- | ---------- | ---------- | ---------- | ---------- | ---------- | ---------- | ---------- | ---------- |
|  | Partidul Acțiune și Solidaritate             | 11         |            |            |            |            |            |            |            |            |            |            |            |
|  | Partidul Socialiștilor din Republica Moldova | 2          |            |            |            |            |            |            |            |            |            |            |            |